# Platypalpus lhasaensis
Platypalpus lhasaensis är en tvåvingeart som beskrevs av Yang 1989. Platypalpus lhasaensis ingår i släktet Platypalpus och familjen puckeldansflugor. Inga underarter finns listade i Catalogue of Life.